# Klaus-Dieter Meyer (Geologe)
Klaus-Dieter Meyer (* 10. November 1936) ist ein deutscher Geologe.

## Leben
Meyer wuchs in Haldensleben auf und studierte Geologie an der Universität Göttingen, wo er sich in seiner Diplomarbeit mit dem Devon westlich von Goslar befasste und 1963 promoviert wurde (Stratigraphie und Tektonik des Allerzuges am Nordwestrand des Acker-Bruchberges bei Riefensbeek im Harz). Danach ging er an das Niedersächsische Landesamt für Bodenforschung, wo er 1973 die Leitung der Kartierung Flachland übernahm. Außerdem lehrte er seit 1981 an der TU Braunschweig. 2001 ging er in den Ruhestand.
Er befasste sich insbesondere mit Geschiebeforschung. Er war Gründungsmitglied der Subkommission Quartärstratigraphie und war Sekretär der Subkommission Europäische Quartärstratigraphie der INQUA. 1980 initiierte er den Findlingsgarten von Hagenburg am Steinhuder Meer.
2010 erhielt er die Albrecht-Penck-Medaille.